# Delloreen Ennis-London
Delloreen Ennis-London (ur. 5 marca 1975 w Saint Catherine) – jamajska lekkoatletka, specjalistka biegu na 100 m przez płotki, trzykrotna medalistka mistrzostw świata.

## Sukcesy
| Rok  | Zawody                     | Miasto         | Miejsce | Konkurencja |
| ---- | -------------------------- | -------------- | ------- | ----------- |
| 1999 | Mistrzostwa Świata         | Sewilla        | 7.      | 100 m ppł.  |
| 2000 | Igrzyska Olimpijskie       | Sydney         | 4.      | 100 m ppł.  |
| 2005 | Mistrzostwa Świata         | Helsinki       | 2.      | 100 m ppł.  |
| 2006 | Igrzyska Wspólnoty Narodów | Melbourne      | 3.      | 100 m ppł.  |
| 2007 | Igrzyska panamerykańskie   | Rio de Janeiro | 1.      | 100 m ppł.  |
| 2007 | Mistrzostwa Świata         | Osaka          | 3.      | 100 m ppł.  |
| 2009 | Mistrzostwa Świata         | Berlin         | 3.      | 100 m ppł.  |

## Rekordy życiowe
- 100 m: 11,77 (2005)
- 100 m ppł.: 12,50 (2007)